# Alvydas Pazdrazdis
Alvydas Pazdrazdis (Kretinga, 20 de julho de 1972), é um ex-basquetebolista profissional lituano que integrou a Seleção Lituana que disputou os XXV Jogos Olímpicos de Verão em 1992 realizados em Barcelona, Catalunha, Espanha.
Durante a campanha que resultou na Medalha de Bronze em 1992 jogou três partidas, incluindo o jogo contra a CEI com placar 82:78.